# Скорпион (танк)
«Скорпион» (англ. Scorpion) — британский лёгкий разведывательный танк 1970-х годов, часто также обозначается как «боевая разведывательная машина» (БРМ) (англ. Combat Vehicle Reconnaissance). По внутренней сквозной системе обозначений британской бронетехники имеет индекс FV101. Создан в 1964—1967 годах на роль разведывательной и аэротранспортабельной машины, в рамках разработки семейства боевых машин различного назначения CVR(T) на едином шасси. Производился серийно на заводах Великобритании и Бельгии с 1970 по 1996 год, всего было выпущено более 1800 танков в вариантах «Скорпион» и «Симитэр» (англ. Scimitar), различавшихся вооружением. Относился к числу наиболее быстроходных гусеничных боевых машин своего времени. Состоит на вооружении Британской армии, использовался ей в Фолклендской войне, войнах в Персидском заливе и Афганистане, а также в ряде миротворческих операций. Поставлялся на экспорт в ряд других стран, по состоянию на 2008 год, в некоторых из них снят с вооружения, но всё ещё остаётся на вооружении восемнадцати армий .

## История создания
К началу 1960-х годов, разведывательные подразделения британской армии имели на вооружении лишь бронеавтомобили «Феррет» и «Саладин», принятые на вооружение, соответственно, в 1952 и 1959 годах. Хотя обе этих машины оказались весьма успешными, к 1960-м годам у британской армии появилась потребность в новой разведывательной машине, связанная с изменениями в военной доктрине. В 1950-е годы, постоянно возраставшие расходы на содержание многочисленных воинских контингентов в отдалённых частях света постепенно делали для Великобритании их поддержку всё более проблематичной. Поэтому, к 1960-м годам, с развитием транспортной авиации, в Генеральном штабе была сформулирована новая военная доктрина, по которой постоянные «гарнизоны должны были быть заменены дислоцированными в Великобритании частями быстрого реагирования, которые могли бы быть оперативно доставлены по воздуху к возникшей горячей точке». Планировалось, что подкрепления, тяжёлое вооружение и техника, в частности бронетехника, будут позднее доставляться морем, однако было очевидно, что доставлявшимся воздухом частям также необходима бронетехника, способной как осуществлять огневую поддержку, так и в случае необходимости бороться с бронетехникой противника. Таким образом, возникла необходимость в новой лёгкой бронированной боевой машине, способной одновременно эффективно действовать в роли разведывательной, обладающей достаточной огневой мощью для поддержки пехоты, но в то же время достаточно лёгкой для перевозки военными транспортными самолётами. Разработка такой машины, получившей условное обозначение AVR (англ. Armoured Vehicle Reconnaissance — разведывательная бронемашина) в 1960 году генеральным штабом была поручена Центру Изучения и Разработки Боевых Машин (англ. FVRDE), первоначально с целью также определить, насколько вообще осуществимо на практике сочетание подобных требований.
Первоначально, Генеральный штаб не выдвигал чётких требований к машине, за исключением тех ролей, которые она должна была выполнять. Так, конструкторы не были даже ограничены в выборе ходовой части машины — рассматривались как гусеничный, так и колёсный варианты. Первый проект новой машины, на гусеничном ходу, был разработан в том же году и имел необычную компоновку, с размещением 76-мм или 105-мм пушки и всех троих членов «экипажа во вращающейся рубке с ограниченными углами наводки. Возможности борьбы с тяжёлой бронетехникой ему придавали контейнеры с ПТУР Свингфайр», установленные в кормовой части. К концу 1963 года был разработан и другой проект, на этот раз на колёсном ходу, имевший более традиционную компоновку, но тоже с комплексом вооружения, состоящим из пушки и ПТУР. Однако уже проектный вес обеих машин превысил 13 тонн, что было сочтено неприемлемым для перевозки их по воздуху и привело к прекращению работ над ним. В то же время, в Генеральном штабе было решено, что одна машина не может выполнять все требуемые роли, сохраняя при этом приемлемую массу, в результате чего к 1964 году было выдано новое задание, на этот раз на разработку на едином шасси целого семейства машин, чья масса не должна была превышать 6—6,5 тонн. Работы в этом направлении велись FVRDE ещё в 1963—1964 годах и привели к созданию ряда проектов, не вышедших за стадию предварительного планирования.
В 1965 году FVRDE была создана опытная бронемашина под обозначением TV15000, предназначенная для испытания и отработки последних достижений в области танкостроения, которые позднее предполагалось использовать на серийных машинах. Так, TV15000 первым среди британской бронетехники получил корпус, а позднее и гусеницы из алюминиевого сплава, что в сочетании с высокой удельной мощностью позволило ему достичь скорости в 77 км/ч. В апреле 1965 года Генеральный штаб поручил FVRDE разработку семейства из двух разведывательных машин — лёгкого танка, вооружённого 76-мм пушкой во вращающейся башне и носителя ПТУР, вооружённого ракетами «Свингфайр». Проект получил обозначение CVR (англ. Combat Vehicle Reconnaissance — боевая разведывательная машина). Одновременно были уточнён вес машин, который не должен был превышать 7928 килограмм, что позволяло перевозку двух их в транспортном самолёте C-130. Ещё одной определяющей характеристикой стала общая ширина машины, которая не должна была превышать 2134 мм, что также обуславливалось требованием возможности перевозки бронемашины в C-130. С учётом достаточного для сохранения маневренности соотношения длины гусеничной машины к её ширине, это определило и общую её длину. Дополнительными требованиями, выдвинутыми Генеральным штабом, были минимальная шумность машины, удельное давление на грунт, не превышающее 0,35 кг/см², а также способность к плаванию при помощи подъёмного экрана. Также вскоре, помимо первоначальных двух машин семейства, Генеральным штабом была заказана разработка ещё четырёх — бронетранспортёра, санитарной и штабной машин, а также БРЭМ.
В августе 1965 года была построена испытательная платформа для силовой установки CVR(T), состоявшая из передней части корпуса с установленным в ней двигателем. Испытания выявили ненадёжную работу системы охлаждения двигателя, однако эта проблема вскоре была исправлена. За этим последовала постройка первого ходового прототипа, обозначавшегося как MTR (англ. Mobile Test Rig — мобильная тестовая платформа). Испытания прототипа также завершились успешно и Генеральный штаб начал подготовку к серийному производству. К тому времени название машины сменилось на CVR(T) (англ. Tracked — гусеничная), чтобы отличать его от проекта CVR(W) (англ. (Wheeled) — колёсная), приведшего к созданию бронеавтомобиля «Фокс». Также вариант лёгкого танка получил имя собственное, как и у «Саладина», которого он должен был сменить, начинавшееся на букву «С» — «Скорпион» (англ. Scorpion). Подобное название было дано танку за кормовое расположение башни, вызывавшее ассоциации с хвостом скорпиона. По сквозной системе обозначений британской бронетехники, танк получил обозначение FV101.

## Серийное производство
В 1967 году Генеральным штабом был организован конкурс на производство «Скорпиона» и других машин семейства CVR(T), в котором победила фирма «Alvis Cars, ранее осуществлявшая производство Саладина» и ряда других образцов бронетехники. В сентябре 1967 года фирме был выдан заказ на подготовку CVR(T) к серийному производству и сборку 30 предсерийных образцов, в том числе 17 танков «Скорпион» и 13 машин шести других вариантов. Первый прототип был закончен 23 января 1969 года, при этом фирме Alvis удалось уложиться в оговорённые контрактом сроки и бюджет, при этом не допустив превышения проектного веса, что при разработке и производстве бронетехники является нечастым событием. После всесторонних испытаний танков, проводившихся как в пустыне Абу-Даби, так и в условиях канадской зимы, при температурах от −25 до +52 °C, «Скорпион» был официально принят на вооружение британской армии в мае 1970 года. Параллельно был принят на вооружение и вариант «Скорпиона» — «Симитэр» (используется также вариант транскрипции «Скимитар») (англ. Scimitar — «Шамшир»), FV107, отличавшийся от него в основном лишь установкой автоматической длинноствольной 30-мм пушки L21A1 «Рарден» вместо 76-мм пушки L23A1 танка «Скорпион» с низкой баллистикой.
Контракт на производство первой серии из 275 «Скорпионов» и 288 «Симитэров» был выдан фирме Alvis  30 июля 1970 года. Вскоре, к британской армии присоединилась Бельгия, планировавшая организовать лицензионное производство танка на собственных заводах для нужд своей армии. Производство «Скорпионов» и других машин семейства CVR(T) для нужд британской армии завершилось в 1986 году, всего было выпущено 313 «Скорпионов», 334 «Скимитара» и 1216 других машин семейства. Производство CVR(T) в Бельгии, а также на экспорт в Великобритании продолжалось вплоть до 1996 года. Производство осуществлялось на заводах Alvis в Ковентри, в Бельгии осуществлялась лишь сборка машин из британских комплектующих. Хотя точное число произведённых «Скорпионов» и «Симитаров», с учётом экспортных поставок, неизвестно, всего было выпущено более 3500 машин семейства CVR(T), более 1800 из которых составили эти два танка.

## Варианты
- «Скорпион» (англ. Scorpion), FV101 — базовый вариант, с 76-мм пушкой L23A1
- «Симитэр» (англ. Scimitar), FV107 — вариант с 30-мм автоматической пушкой L21A1 «Рарден»
- «LVFV101» — латышский вариант FV101 Scorpion, создан в 2008 году, оснащены Spike (ПТРК)[8].
- «Сейбр» ( англ. Sabre) — вариант, полученный установкой на «Скорпион» башни бронеавтомобиля «Фокс», также с 30-мм пушкой L21A1.

## Описание конструкции
«Скорпион» имеет компоновку с передним расположением двигателя. Трансмиссионное отделение занимает лобовую оконечность танка, моторное отделение и отделение управления размещаются за ним по правому и левому борту, соответственно, а боевое отделение занимает кормовую половину корпуса. Экипаж «Скорпиона» состоит из трёх человек – механика-водителя, наводчика и командира танка, выполняющего также функции заряжающего.

### Броневой корпус и башня
«Скорпион» имеет дифференцированную броневую защиту, защищающую его от огня автоматического пехотного оружия и осколков снарядов полевой артиллерии. Броневой корпус и башня танка изготовлены из катаных, литых и штампованных деталей из алюминиевой брони марки E74S (сплав 7017), соединяемых при помощи сварки. Бронирование «Скорпиона» обеспечивает в лобовой проекции защиту от огня 14,5-мм  пулемёта, и круговую защиту от огня оружия меньших калибров, а также от осколков 105-мм снарядов на дистанции более 30 метров. Точные данные о толщинах брони и углах её наклона в открытых источниках не публикуются, однако известно, что толщина брони танка составляет от 20 до 60 мм.

### Вооружение
Основным вооружением «Скорпиона» является 76-мм полуавтоматическая пушка L23A1. Орудие устанавливается в лобовой части башни на цапфах в спаренной с пулемётом установке, позволяющей её вертикальную наводку в пределах от −10 до +35° вручную при помощи винтового механизма. Боекомплект пушки составляет 40 унитарных выстрелов, стандартный ассортимент снарядов для неё включает осколочно-фугасные, фугасные с деформируемой головной частью, дымовые, осветительные снаряды и картечь. Стандартный боекомплект «Скорпиона» в британской армии состоит из 20 фугасных, 15 фугасных с деформируемой головкой и 5 дымовых снарядов.

### Средства наблюдения и связи
Механик-водитель в небоевых условиях осуществляет наблюдение за местностью через свой люк, что даёт ему свободный обзор местности, хотя и делает почти невозможным для него наблюдение за панелью приборов, расположенной в глубине отделения управления по левому борту машины. В боевых условиях, механик-водитель использует перископический прибор наблюдения, дающий ему ограниченный обзор. Для вождения ночью или в условиях ограниченной видимости, он может заменяться на пассивный прибор ночного видения.
Наводчик осуществляет наблюдение за местностью через перископический прицел, который, вместе с двумя перископическими приборами наблюдения, обеспечивает ему обзор передней полусферы. В ночных условиях, для наблюдения за местностью также используется ночной прицел. Командир танка располагает поворотным перископическим прибором наблюдения с переменным 1× или 10× увеличением, а также семью неподвижными перископическими приборами наблюдения, дающими ему круговой обзор, но своего прибора ночного видения командир не имеет.
Для внутренней связи «Скорпион» оборудован телефонным танковым переговорным устройством на всех членов экипажа, для внешней же связи танк располагает комплектом КВ и УКВ-радиостанций, размещённых в кормовой нише башни. На первых «Скорпионах» устанавливались радиостанции «Ларкспар» (англ. Larkspur), вскоре заменённые на комплекс радиостанций VRC-353/321/322.

### Двигатель и трансмиссия
На «Скорпионе» устанавливается рядный 6-цилиндровый карбюраторный двигатель жидкостного охлаждения, производства фирмы «Ягуар», модели J.60, способный развивать максимальную мощность в 195 л.с. при 5000 об/мин. По сравнению с гражданским вариантом, танковый двигатель путём снижения степени сжатия дефорсирован с 260 л.с, для работы на армейских сортах бензина. Двигатель устанавливается вдоль продольной оси корпуса в моторном отделении, в то время как радиатор системы охлаждения выведен в отделение трансмиссии и располагается над ней, а топливный бак размещается в кормовой оконечности танка, за боевым отделением. Различные варианты модернизации «Скорпиона» зачастую включают в себя иные двигатели, как правило, дизельные. Так, на «Скорпионе-90» устанавливается дизельный двигатель T6-3544 мощностью в 190 л.с.
Трансмиссия «Скорпиона», модели TN15X, включает в себя:
- Дисковый главный фрикцион с центробежным регулятором
- Полуавтоматическую реверсивную семискоростную планетарную коробку передач
- Двухступенчатый дифференциальный механизм поворота
- Бортовые дисковые тормоза

Управление всеми элементами трансмиссии осуществляется при помощи гидравлического привода. Оригинальной особенностью «Скорпиона» является переключение передач при помощи ножной педали, по типу мотоциклетной трансмиссии.

### Ходовая часть
Ходовая часть «Скорпиона» с каждого борта состоит из пяти сдвоенных обрезиненных опорных катков диаметром 580 мм, изготовленных из алюминиевого сплава, ленивца и ведущей звёздочки. Подвеска опорных катков — индивидуальная, торсионная, на первом и последнем катках установлены гидравлические амортизаторы. Динамический ход опорных катков составляет 203 мм, статический — 102 мм.
Гусеницы «Скорпиона» — из стали с высоким содержанием марганца, шириной 432 мм, из 79 траков каждая. Конструкция гусениц направлена на максимальное снижение шумности танка на ходу, для чего применены резинометаллические шарниры, резиновые башмаки и полиуретановое покрытие с внутренней стороны. С другой стороны, как и остальные компоненты танка, гусеницы максимально возможно облегчены и вес каждой из них составляет 350 кг. Ресурс гусениц в среднем составляет около 4800 км.

## Машины на базе «Скорпиона»

### Семейство CVR(T)
Помимо базового варианта лёгкого разведывательного танка, на одном шасси со «Скорпионом» было одновременно создано целое семейство боевых бронированных машин различного назначения. Все они характеризуются одинаковой общей компоновкой, нижней частью корпуса и ходовой частью, но используют отличные от танка, хотя и имеющие аналогичный уровень броневой защиты, верхние части корпуса — низкопрофильную, применяемую на «Страйкере», «Спартане» и «Самсоне» и более высокую, применяемую на «Султане» и «Самаритэне».
«Страйкер» (англ. Striker), FV102 — самоходная пусковая установка «ПТУР Свингфайр». Предназначался при совместных действиях с другими машинами семейства для поражения тяжёлой бронетехники противника. Несёт пять контейнеров с противотанковыми ракетами, расположенных в кормовой части машины и пять дополнительных ракет. Экипаж состоит из трёх человек — механика-водителя, командира и наводчика ракет. «Страйкер» использовался исключительно британскими войсками, для нужд которых было выпущено 89 машин, 60 из которых всё ещё остаются на вооружении, по состоянию на 2007 год.
«Спартан» (англ. Spartan — «Спартанец»), FV103 — лёгкий бронетранспортёр, вооружённый 7,62-мм пулемётом. Экипаж машины состоит из трёх человек — механика-водителя, командира и стрелка, помимо которых она способна перевозить четверых человек десанта. Из-за малой вместимости — «Спартан» не вмещает даже одно пехотное отделение, бронетранспортёр обычно используется для перевозки специализированных команд, таких как разведчики, артиллерийские наблюдатели или инженеры. Всего было выпущено более 1000 машин этого типа, по состоянию на 2007 год снятых с вооружения в Бельгии, но всё ещё использующихся армиями Великобритании и, в незначительных количествах, Ботсваны и Омана.
«Самаритэн» (англ. Samaritan — «Самаритянин»), FV104 — бронированная санитарная машина. Экипаж машины состоит из механика-водителя, и одного-двух медиков, один из которых также является командиром. Помимо них, «Самаритэн» способен перевозить до пяти сидячих раненных или четырёх на носилках. Всего было выпущено около 100 машин этого типа, по состоянию на 2007 год, всё ещё использующихся британскими войсками, но снятыми с вооружения бельгийских.
«Султан» (англ. Sultan), FV105 — бронированная командно-штабная машина, предназначенная для командиров ротного уровня. Вооружена 7,62-мм пулемётом для самообороны и имеет экипаж из пяти—шести человек: механика-водителя, командира машины, выполняющего также функции радиста, второго радиста и двух или трёх членов штаба. Всего было выпущено около 400 «Султанов», использовавшихся Великобританией и Бельгией, а также в незначительных количествах Брунеем, Оманом, Гондурасом и Венесуэлой. По состоянию на 2007 год, они сняты с вооружения в Бельгии, остаются на вооружении в Великобритании, Омане и Гондурасе, а статус их в Брунее и Венесуэле не вполне ясен.
«Самсон» (англ. Samson), FV106 — бронированная ремонтно-эвакуационная машина, предназначавшаяся для частей, укомплектованных машинами семейства CVR(T). Имеет экипаж из трёх человек и способна эвакуировать как CVR(T), так и более тяжёлые машины. Всего для британских и бельгийских войск было выпущено более 100 «Самсонов», по состоянию на 2007 год, машины этого типа остаются на вооружении только в Великобритании.
«Симитэр» (англ. Scimitar), FV107 — разведывательная машина, отличается от FV101 Скорпион комплексом вооружения: установлена 30-мм автоматическая пушка L21A1 RARDEN.
«Тосан» (Tosan - перс. Ярость) — иранский лёгкий танк. Шасси танка скорпион было уменьшено на один каток, корпус стал выше вооружение и башня остались без изменений как с 76 мм так и с 90 мм орудием, также имеется вариант с 2 установками ПТУР  и РСЗО.

### Другие машины
«Штормер» (англ. Stormer), FV4333 — «бронетранспортёр, созданный в инициативном порядке фирмой Олвис» в конце 1970-х на основе «Спартана». Отличается удлинённым корпусом с дополнительной парой опорных катков, что позволило увеличить его пассажировместимость до 12 человек или одного полного пехотного отделения. Чтобы компенсировать полуторакратный прирост массы и сохранить подвижность на прежнем уровне, «Штормер» оснащается дизельным двигателем «Перкинс» T6.3544 мощностью 250 л.с. Вооружение бронетранспортёра составляет либо 7,62-мм пулемёт, как и на «Спартане», либо 20-мм автоматическая пушка. Всего по состоянию на 2007 год, было выпущено 230 «Штормеров», состоящих на вооружении Великобритании, Малайзии, Индонезии и Омана. Помимо базового варианта бронетранспортёра, на базе «Штормера», в свою очередь, были созданы ряд специализированных машин — ЗСУ, оснащённая 25-мм пушкой Гатлинга и ракетами «Стингер», разведывательная машина «Штормер 30», оснащённая двухместной башней с 30-мм автоматической пушкой, командная машина, самоходный миномёт и многие другие, в основном остающиеся на стадии проекта или опытного образца.

## Операторы
- Современные:
  -  Ботсвана — 25 «Скорпионов», по состоянию на 2009 год[34]
  -  Бруней — 20 «Скорпионов», по состоянию на 2009 год[35]
  -  Великобритания
    - Британская армия — 313 «Скорпионов», 334 «Симитэра»[10], из них на 2009 год на вооружении остаётся 327 «Симитэров» и 137 «Сейбров»[36]
    - Королевская морская пехота Великобритании — сняты с вооружения[37]
    - Полк Королевских ВВС Великобритании — сняты с вооружения[38]

  -  Венесуэла — 78 «Скорпионов-90», по состоянию на 2010 год[39]
  -  Гондурас — 12 «Скорпионов» по состоянию на 2010 год[40]
  -  Индонезия — 60 «Скорпионов-90», по состоянию на 2009 год[41]
  -  Иордания — 39 «Скорпионов» на хранении, по состоянию на 2009 год[42]
  -  Иран — 80 «Скорпионов», по состоянию на 2009 год[43]
  -  Ирландия — 14 «Скорпионов», по состоянию на 2009 год[44]
  -  Малайзия — 26 «Скорпионов-90», по состоянию на 2009 год[45]
  -  Нигерия — 157 «Скорпионов», по состоянию на 2009 год[46]
  -  ОАЭ — 76 «Скорпионов», по состоянию на 2009 год[47]
  -  Оман — 37 «Скорпионов», по состоянию на 2009 год[48]
  -  Таиланд — 104 «Скорпиона» и ещё 50 на хранении, по состоянию на 2009 год[49]
  -  Танзания — 30 «Скорпионов», по состоянию на 2009 год[50]
  -  Того — 9 «Скорпионов», по состоянию на 2009 год[51]
  -  Филиппины — 65 «Скорпионов», по состоянию на 2009 год[52]
  -  Чили (Корпус морской пехоты Чили) — 15 «Скорпионов», по состоянию на 2010 год[53]
- Бывшие
  -  Бельгия — до 300 «Скорпионов» и «Симитэров»[1] (закуплены в начале 1972 года),[54] сняты с вооружения[22]
  -  Испания (Морская пехота Испании) — сняты с вооружения[55]
  -  Кувейт — сняты с вооружения[56][57]
  -  Новая Зеландия — сняты с вооружения[58]

## Организационно-штатная структура
В британской армии, «Скорпионы» прежде всего поступали на вооружение разведывательных бронетанковых полков. 8 разведывательных бронетанковых полков, имевшихся у Великобритании на 1972 год, делились на 4 укомплектованных по штату «A» и 4 укомплектованных по штату «B». Полк штата «A» включал в себя: эскадрон ближней разведки с пятью взводами, придававшимися непосредственно бронетанковым или пехотным группам и насчитывавшими по 8 «Симитэров» в каждом, а также два, непосредственно подчинённых командиру полка, эскадрона средней разведки, каждый из которых включал в себя четыре разведывательных взвода по 5 «Скорпионов» и взвод наблюдения, укомплектованный пятью «Спартанами» с радарами наземного наблюдения. Полки штата «B» отличались от них комплектацией эскадронов ближней разведки бронеавтомобилями «Фокс» вместо «Симитэров». Из восьми полков, четыре штата «A» и один — штата «B», были приданы дивизиям 1-го Британского корпуса (Британской Рейнской Армии), остальные же дислоцировались в Великобритании.
Помимо этого, «Скорпионы», как и планировалось при их создании, поступали на вооружение воздушно-десантных войск. 5-й воздушно-десантной бригаде придавался бронетанковый полк, включавший в себя два разведывательных эскадрона с бронеавтомобилями «Фокс» и гусеничный эскадрон, состоящий из четырёх взводов с двумя «Скорпионами» и двумя «Симитэрами» в каждом и взвода поддержки с пятью «Спартанами».
В «1981 году британские бронетанковые подразделения были реорганизованы, из пяти имевшихся в составе 1-го корпуса разведывательных бронетанковых полков, три были преобразованы в бронетанковые, а оставшиеся два — в корпусные разведывательные полки, подчиненённые непосредственно командованию корпуса. Каждый полк состоял из четырёх разведывательных эскадронов, включавших в себя: штабной взвод с двумя Султанами», три разведывательных взвода с четырьмя «Симитэрами» в каждом, взвод управляемого оружия с четырьмя «Страйкерами» и взвод поддержки с четырьмя «Спартанами». Для компенсации снизившихся возможностей дивизий 1-го корпуса к ведению самостоятельной разведки, в состав 13 мотопехотных батальонов и 14 бронетанковых полков было введено по разведывательному взводу, насчитывавшему 8 машин — «Симитэров» в пехотных и «Скорпионов» в бронетанковых частях. Три оставшихся разведывательных бронетанковых полка также были реорганизованы, включая теперь три эскадрона средней разведки, состоявшие из четырёх взводов по два «Скорпиона» и два «Симитэра» в каждом, взвод управляемого оружия с четырьмя «Страйкерами» и взвод поддержки с пятью «Спартанами». С 1991 года, в ходе очередной реорганизации армии, число разведывательных бронетанковых полков было сокращено до трёх, а число бронетанковых полков, и соответственно, разведывательных взводов в них — до восьми. Со снятием «Скорпионов» с вооружения британской армии в 1994 году, их роль в штатной структуре войск заняли переоборудованные из них «Сэйбры».

## Эксплуатация и боевое применение

### Британская армия
Поставка первых «Скорпионов» в британскую армию началась в январе 1972 года. Первым полком, полностью укомплектованным новыми танками, стал к началу 1973 года полк Конной Гвардии (англ. Blues and Royals). Вскоре «Скорпионами» и «Симитэрами» были укомплектованы также 17/21-й уланский и 14/20 Королевский гусарский полки, дислоцированные в Западной Германии. Вскоре после начала эксплуатации выявился ряд недостатков новых танков. Часть из них была неустранима, поскольку была вызвана принципиальными конструктивными особенностями машины — например, сильное сотрясение лёгкого «Скорпиона» при стрельбе из пушки. Многие другие же, в первую очередь с трансмиссией, были вызваны спешкой со вводом танка в производство. Большинство последних удалось в дальнейшем устранить, в общей сложности, за время эксплуатации «Скорпиона» в британских войсках, в его конструкцию было внесено около 600 различных изменений.
Ещё одной проблемой, проявившейся со временем, стала усталостная коррозия, вызванная применением алюминиевого сплава, не освоенного ещё к тому времени в полной мере. Она приводила к образованию вначале микроскопических, а в дальнейшем и видимых невооружённым глазом трещин в корпусе и башне танка, особенно подвержены этому оказались маски орудия «Сцимитаров». Программа по решению этой проблемы, инициированная в 1978 году, сумела как, путём введения улучшенной технологии производства и более строгого контроля качества, устранить эту проблему в новых машинах, так и исправить её на уже выпущенных.
Первым боевым заданием, данным «Скорпионам», стало в 1974 году патрулирование аэропорта Хитроу, когда возникла угроза совершения Ирландской республиканской армией терактов в нём. В августе того же года, когда Турция начала вторжение на Кипр, впервые оказалась востребована аэротранспортабельность «Скорпионов» и «Симитэров», которые были срочно переброшены для охраны британских военных баз на острове.
Впервые в реальном бою «Скорпионам» довелось принять участие в 1982 году, в ходе Фолклендской войны. Вместе с британскими силами вторжения, предназначенными для высадки на Фолклендские острова, были отправлены 3-й и 4-й взводы эскадрона «B» полка Конной Гвардии, в каждом из которых насчитывалось два «Скорпиона», два «Симитэра» и БРЭМ «Самсон». Танки были доставлены на острова вместе с первой волной десанта и были вкопаны в землю для отражения ожидавшихся контратак аргентинских войск. Противодействие высадке оказывала в основном аргентинская авиация, при отражении налётов которой один из «Симитэров» заявил сбитие штурмовика A-4 огнём 30-мм пушки.
В ходе этой войны «Скорпионы» продемонстрировали свою высокую мобильность и отличную проходимость, действуя на пересечённой, часто заболоченной местности, практически непроходимой для другой техники. Так, при переброске 3-го и 4-го взводов в район бухты Фицрой 3 июня, на бросок, на который командованием отводилось два дня, ушло лишь шесть часов. При пробеге машин, составившем около 560 километров за время операции, лишь один «Скорпион» вышел из строя по техническим причинам, потребовав замены коробки передач. Интенсивность боевых действий танков была невысокой, лишь 11—12 июня в ходе битвы за гору Лонгдон, «Скорпионы» осуществляли огневую поддержку своими 76-мм пушками, а в ночь с 13 на 14 июня, 3-й взвод поддерживал 2-й воздушно-десантный батальон в Битве за Вайрлесс-Ридж, в то время как 4-й взвод поддерживал 2-й батальон Шотландских Гвардейцев в битве за гору Тамблдаун. Единственной потерей в ходе войны, стал «Скорпион» 4-го взвода, подорвавшийся на мине в последней операции. Члены экипажа отделались лёгкой контузией, машина же вышла из строя, но позднее была восстановлена.
Вторым крупным конфликтом с участием «Скорпионов» стала в 1991 году война в Персидском заливе. Великобританией для участия в операции была направлена 1-я бронетанковая дивизия, включавшая в себя средний разведывательный 16/5-й Королевский уланский полк с приданным ему 4-м эскадроном 1-го Королевского гвардейского драгунского полка. «Скорпионы» и «Симитэры», рассчитанные на скрытное ведение разведки, в ровном пустынном ландшафте, обеспечивавшем вдобавок практически неограниченную видимость в хорошую погоду, оказались не слишком востребованы. Вдобавок, проявился возраст танка: на пересечённой местности, «Скорпионы» отставали даже от основных боевых танков «Челленджер», вдобавок, последние обладали тепловизорами, в то время как на «Скорпионах» имелись только устаревшие пассивные приборы ночного видения. Гораздо успешнее «Скорпионы» и «Симитэры» использовались для различных задач охранения, а порой, особенно совместно с другими машинами семейства CVR(T), и для поддержки пехоты.
В 1993 году командованием британской армии было решено унифицировать свой разрозненный парк разведывательных бронемашин и большинство их типов были сняты с вооружения. 76-мм пушка «Скорпиона» была сочтена устаревшей и танк был также снят с вооружения в 1994 году в пользу «Симитэров», унифицированных по вооружению с современными БМП «Уорриор». Однако так как с вооружения одновременно снималось множество бронеавтомобилей «Фокс», вооружённых теми же самыми 30-мм пушками L21 RARDEN, было решено установить башни с них на корпуса «Скорпионов», чтобы получить почти идентичную «Симитэру» по своим характеристикам машину.
Эта задача была поручена фирме «Олвис», вскоре успешно представившей два прототипа танка, принятого на вооружение британской армии под обозначением «Сейбр» (англ. Sabre — сабля). Всего в 1994—1995 годах было переоборудовано 104 «Сейбра».

### Иранская армия
Всего у Ирана имелось 250 модернизированных «Скорпионов» с 90-мм пушками.
Курдское восстание в Иране
После исламской революции в начале 1979 года эти танки применялись в межнациональных конфликтах на территории самого Ирана, особенно широко в ирано-курдском конфликте. В частности, на 2 июня 1980 года курдским ополчением было захвачено 15 танков Scorpion в городе Бане.
Ирано-иракская война
Иран также использовал «Скорпионы» в войне с Ираком, в которой имели место сражения с танками противника. Во время сражения за город Шуш в конце сентября 1980 года 283-й разведывательный иранский полк, вооружённый «Скорпионами» попытался деблокировать город и вступил в сражение с иракскими танками 10-й бронетанковой дивизии. Иракские танки и артиллерия отбили контратаку. В это же время иракские Т-62 9-й бронетанковой дивизии вели наступление на Ховейзе. Город оборонял разведывательный полк «Скорпионов» 92-й бронетанковой дивизии. Несмотря на хорошо подготовленные позиции иранских танков, «Скорпионы» ничего не смогли сделать Т-62 и иракцы захватили город. В конце войны отмечено их применение в ходе операции «Сорок Звёзд», в ходе которой было захвачено 14 танков «Скорпион». К концу войны количество боеспособных иранских «Скорпионов» сократилось до 40 единиц. 19 трофейных «Скорпионов» Ирак продал в Иорданию. Один трофейный «Скорпион» Ирак подарил Советскому Союзу.

## «Скорпион» в игровой и сувенирной индустрии
В RTS «World in Conflict» используется армией НАТО в качестве легкого танка.
FV101 «Скорпион» и FV102 «Страйкер» представлены в бесплатной многопользовательской онлайн игре «Tanktastic», вышедшей на платформах Android и IOS.
В игре «Armored Warfare: Проект Армата» FV101 «Скорпион» является лёгким танком 3-го уровня.